# Індиферентизм
індиферентизм від лат. indifferentis — байдужий.
1. толерантність до релігії;[2]
2. віровчення, згідно з яким байдуже, які сили визначають долю людини, і тому байдуже для людини, яку життєву місію вона для себе обирає.

У першому значенні поняття індиферентизму іноді застосовують як характеристику людей, що у своєму повсякденному житті і діяльності не приділяють тієї уваги ритуальній практиці, яка наказується їхнім віросповіданням. Проте, якщо головним, визначальним і єдино істотним компонентом релігії вважати визначені уявлення про сенс життя і діяльності, то таке використання даного поняття не можна вважати правомірним, оскільки людина може не усвідомлювати своїх глибинних уявлень, змісту, або іноді забувати про них, але жити і діяти без них вона не може, тому що нічого не можна робити без знання про зміст цієї справи: «…ніхто не брався б ні за яку справу, не маючи наміру прийти до якоїсь межі.  І не було б розуму в тих, хто так діє, тому що той, хто наділений розумом, завжди діє заради чогось, а це щось — межа, тому що кінцева ціль є межею» (Аристотель.  Метафізика 2,2 994  13-15).  З іншого боку, кінцеві цілі завжди визначаються тим, яку надію лишають людині кінцеві причини її існування.  І те, й інше, як говорилося вище, завжди вказується у віровченнях, тому немає людини без віровчення (хоча воно може бути таємницею навіть для неї самої),   а отже, немає людини, абсолютно байдужої до релігії.  Водночас, байдужість до релігії може бути  принциповою життєвою позицією, і в цьому сенсі індиферентизм у першому значенні є похідним  від індиферентизму в другому значенні. 
Індиферентизм як віровчення, як і агностицизм, заснований на тому положенні, що, оскільки людська природа недосконала, людина не може знати причини і мети свого життя.  Проте є люди, які впевнені, що знають ці граничні причини і цілі. Всі ці люди з однаковою впевненістю у своїй правоті говорять про різні способи розпорядження життям або просто притримуються їх. Через обмеженість своїх сил людина не може визначити, хто з них правий, а хто ні.  Тому всі різноманітні способи розпорядження життям повинні бути оцінені нею як рівноцінні. Отже, цілком байдуже, вибирати якийсь із них чи не вибирати зовсім. 
У результаті віровчення індиферентів зводиться до такої формули: людині недоступне те, чим визначається її життя, тому байдуже, який зміст свого життя вибирати чи не вибирати зовсім.